# Handzlówka (gromada)
Handzlówka – dawna gromada, czyli najmniejsza jednostka podziału terytorialnego Polskiej Rzeczypospolitej Ludowej w latach 1954–1972.
Gromady, z gromadzkimi radami narodowymi (GRN) jako organami władzy najniższego stopnia na wsi, funkcjonowały od reformy reorganizującej administrację wiejską przeprowadzonej jesienią 1954 do momentu ich zniesienia z dniem 1 stycznia 1973, tym samym wypierając organizację gminną w latach 1954–1972.
Gromadę Handzlówka z siedzibą GRN w Handzlówce utworzono – jako jedną z 8759 gromad na obszarze Polski – w powiecie łańcuckim w woj. rzeszowskim na mocy uchwały nr 27/54 WRN w Rzeszowie z dnia 5 października 1954. W skład jednostki wszedł obszar dotychczasowej gromady Handzlówka oraz parcele gruntowe 2840/1-3, 2841/1-3, 2842/1-2, 2843/1-3, 2844, 2845/1-2, 2846/1-2, 2847/2, 2848/1-2, 2849/1-2, 2850/1-4, 2851, cz. 2864, 2852/1-3 i p.b.d. 1, 2, 478 z dotychczasowej gromady Husów ze zniesionej gminy Łańcut w tymże powiecie. Dla gromady ustalono 17 członków gromadzkiej rady narodowej.
Gromada przetrwała do końca 1972 roku, czyli do kolejnej reformy gminnej.